# 25 de outubro
25 de outubro é o 298.º dia do ano no calendário gregoriano (299.º em anos bissextos). Faltam 67 dias para acabar o ano.

## Eventos históricos

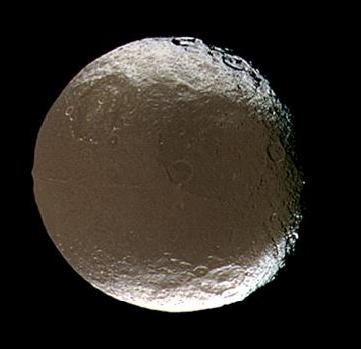
1671: Jápeto, lua de Saturno

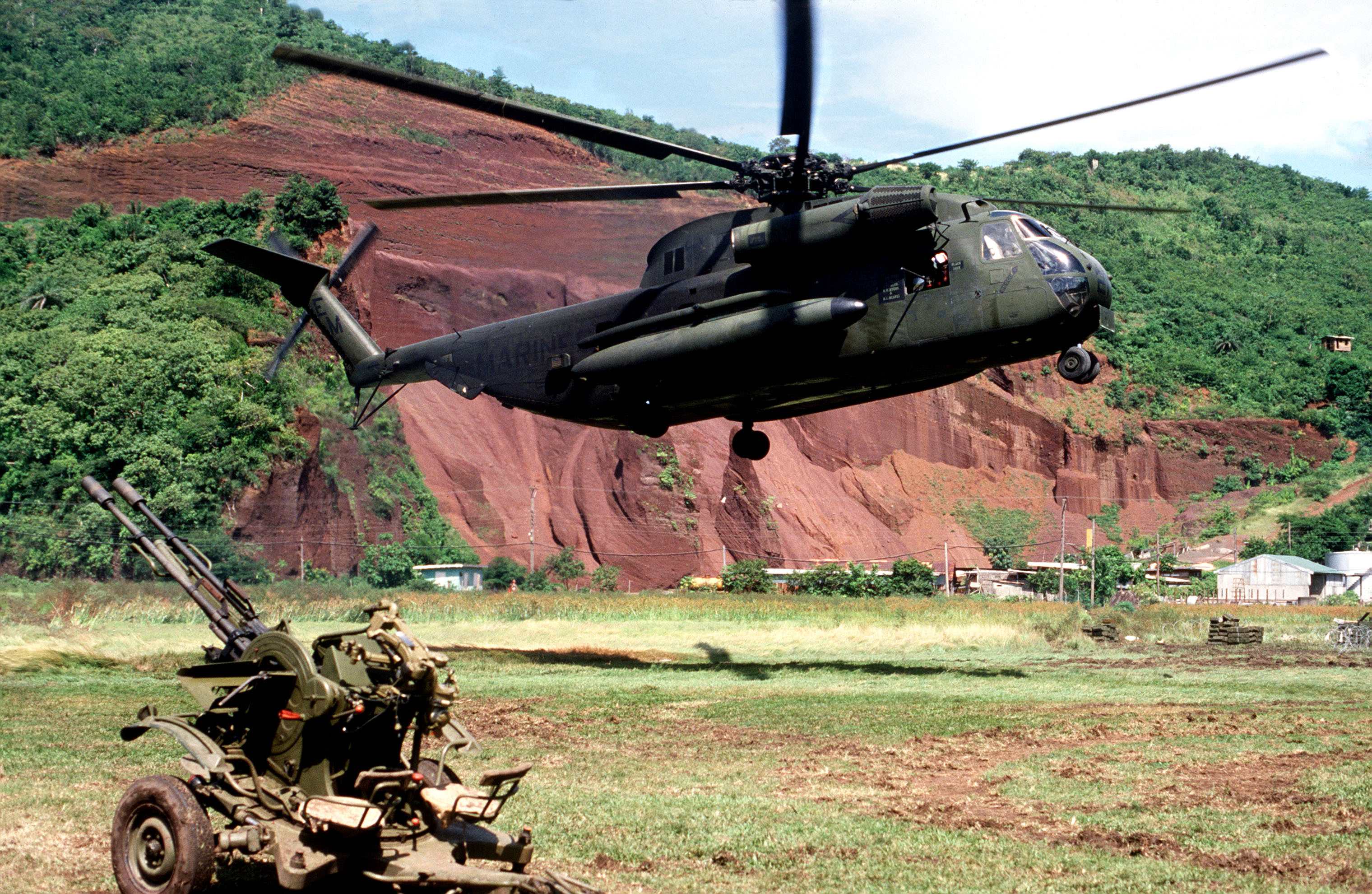
1983: Invasão de Granada

- 0285 (ou 286) — Execução dos santos Crispim e Crispiniano durante o reinado de Diocleciano, padroeiros dos trabalhadores de couro, correntes e sapateiros.
- 0473 — O imperador Leão I, o Trácio aclama seu neto Leão II como César do Império Romano do Oriente.
- 1147 — Reconquista: após um cerco de quatro meses, os cavaleiros cruzados reconquistam Lisboa.
- 1415 — Guerra dos Cem Anos: Henrique V da Inglaterra, com sua infantaria e arqueiros levemente blindados, derrota a cavalaria francesa fortemente blindada na Batalha de Azincourt.
- 1533 — Carlos V nomeia Gonzalo Fernández de Oviedo primeiro cronista das Índias.
- 1535 — Assinatura de um tratado de paz e comércio entre Portugal e Badur Xá, sultão de Guzarate, no qual este autorizava a construção de uma fortaleza em Diu e abdicava completa e permanentemente da posse das ilhas de Baçaim e Bombaim, que tinham sido cedidas menos de um ano antes pelo Tratado de Baçaim.
- 1555 — Carlos V abdica do trono imperial e de suas posses alemãs a favor do seu irmão Fernando.
- 1616 — O capitão-do-mar holandês Dirk Hartog faz o segundo desembarque registrado por um europeu em solo australiano, na mais tarde nomeada Ilha Dirk Hartog, na costa oeste da Austrália.
- 1636 — João Maurício de Nassau parte do porto de Texel em direção ao Brasil.
- 1671 — Giovanni Domenico Cassini descobre Jápeto, lua de Saturno.
- 1747 — Assinatura do Pacto de Família, que estabeleceu uma aliança defensiva entre Espanha e França.
- 1833 — Espanha: Aprova-se o decreto de criação da Caixa econômica de Madri.
- 1836 — França: Instala-se na Praça da Concórdia em Paris o Obelisco de Luxor, do Templo de Luxor, presente do vice-rei do Egito, Mehmet Ali.
- 1854 — A Batalha de Balaclava ocorre durante a Guerra da Crimeia. Logo é memorizada em versos como A Carga da Brigada Ligeira.
- 1863 — O exército guatemalteco, depois de um sítio de 25 dias, conquista e saqueia a cidade de San Salvador.
- 1900 — O Reino Unido anexa o Transvaal.
- 1905 — Revolução russa: Greve geral ferroviária no Império Russo.
- 1924 — A Carta de Zinoviev, que o próprio Zinoviev negou escrever, é publicada no Daily Mail; o Partido Trabalhista mais tarde culparia esta carta pela vitória esmagadora das eleições dos Conservadores quatro dias depois.
- 1927 — O navio de luxo italiano SS Principessa Mafalda afunda na costa do Brasil, matando 314 pessoas.
- 1936 — Adolf Hitler assina aliança com o ditador italiano fascista Benito Mussolini.
- 1939 — Segunda Guerra Mundial: Primeiro voo ao serviço da RAF do bombardeiro britânico Handley Page Halifax.
- 1941 — Segunda Guerra Mundial: Início da ofensiva alemã contra Moscovo, durante a Operação Barbarossa, na Segunda Guerra Mundial.
- 1942 — Segunda Guerra Mundial: Prisioneiros judeus são deportados da Noruega para Auschwitz.
- 1944
  - Segunda Guerra Mundial: Combates de rua em Cherbourg. A cidade russa de Vitebsk é libertada.
  - Segunda Guerra Mundial: Navios japoneses afundam o contratorpedeiro norte-americano USS Hoel.
  - Segunda Guerra Mundial: Pilotos japoneses realizam missões kamikazes nas proximidades de Leyte.
  - Segunda Guerra Mundial: Heinrich Himmler ordena uma repressão aos Piratas de Edelweiss, uma cultura juvenil pouco organizada na Alemanha nazista que ajudou os desertores do exército e outros a se esconderem do Terceiro Reich.
- 1945
  - Japão entrega a Ilha Formosa à República da China.
  - Lançamento à água do submarino britânico HMS Aeneas.
- 1949 — O quadrimotor de Havilland Comet, primeiro avião comercial propulsionado por motores a jato, realiza um voo de prova Londres-Trípoli-Londres em 6 horas e 36 minutos, duas vezes mais rápido que os aviões convencionais.
- 1951 — Egito forma um comando militar unificado com a Síria e a Jordânia.
- 1962 — Crise dos mísseis de Cuba: Adlai Stevenson mostra ao Conselho de Segurança das Nações Unidas fotografias de reconhecimento de mísseis balísticos soviéticos em Cuba.
- 1964 — Anos de Chumbo: os governadores da Guanabara, Carlos Lacerda e de Minas Gerais, Magalhães Pinto, civis que apoiaram os golpistas, rompem com o presidente militar.
- 1971 — A República Popular da China substitui a República da China nas Nações Unidas.
- 1977 — Lançamento do computador VAX por Digital Equipment Corporation.
- 1980 — Descoberto em Cádis o teatro romano mais antigo de Espanha.
- 1983 — Os Estados Unidos e seus aliados do Caribe invadem Granada, seis dias após o primeiro-ministro Maurice Bishop e vários de seus apoiadores serem executados em um golpe de Estado.
- 1993 — Investigadores da Universidade George Washington, Estados Unidos, realizam a primeira clonagem de embriões humanos.
- 1997 — Após uma breve guerra civil, Denis Sassou Nguesso se proclama presidente da República do Congo.
- 1999 — Toma posse em Portugal o XIV Governo Constitucional, um segundo governo de maioria relativa do Partido Socialista chefiado pelo primeiro-ministro António Guterres.
- 2001 — A Microsoft lança o Windows XP.
- 2002 — As Forças de Defesa de Israel ocupam novamente a cidade de Jenin, na Cisjordânia.
- 2007 — Airbus A380 faz o seu voo inaugural entre Singapura e Sydney.
- 2015 — Passagem do cometa 22P/Kopff pelo seu periélio.

## Nascimentos

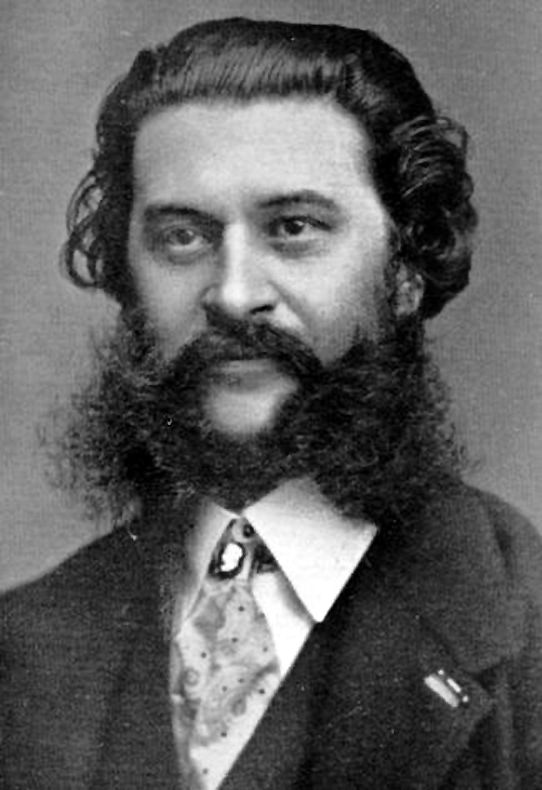
Johann Strauss

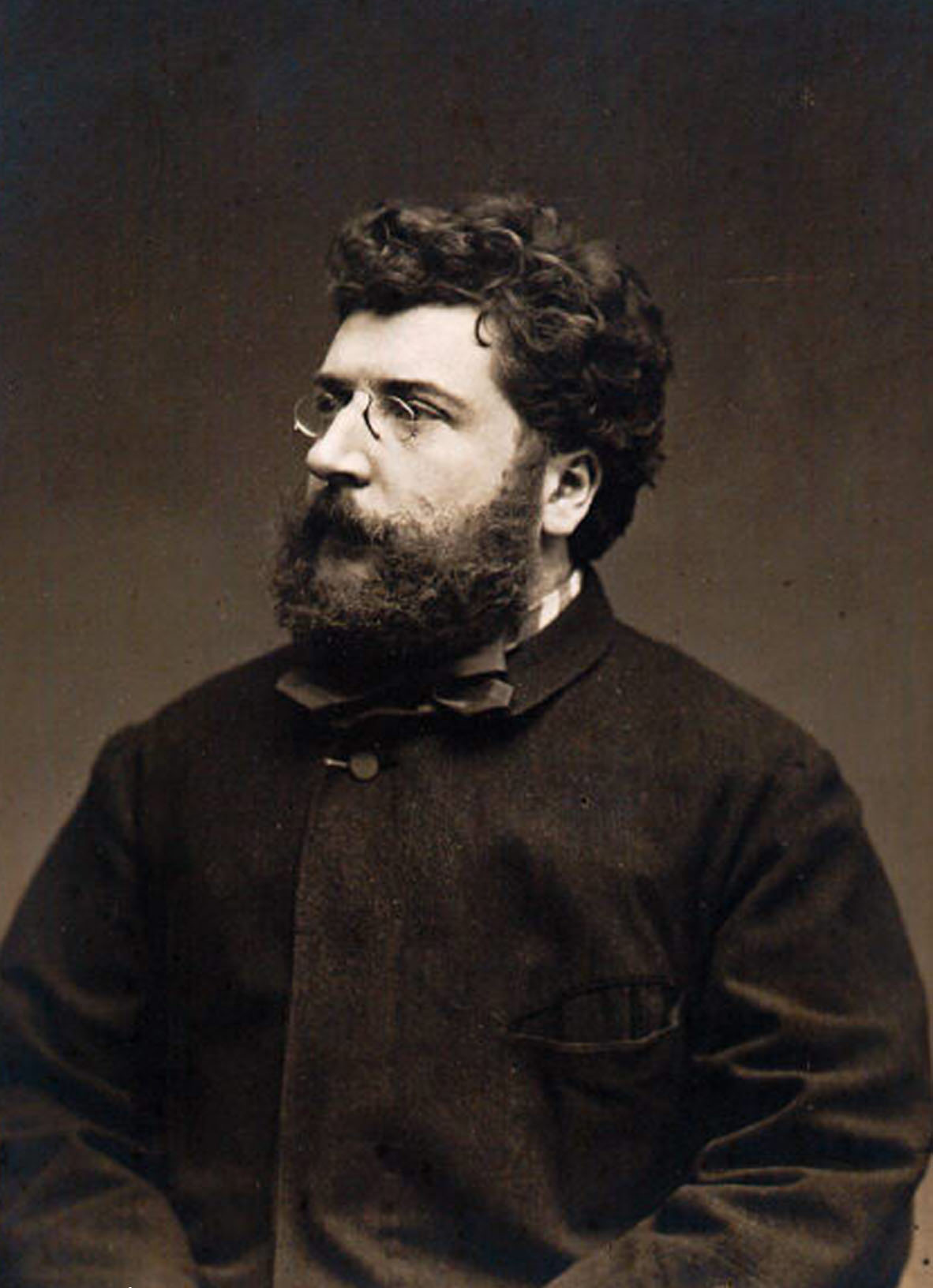
Georges Bizet

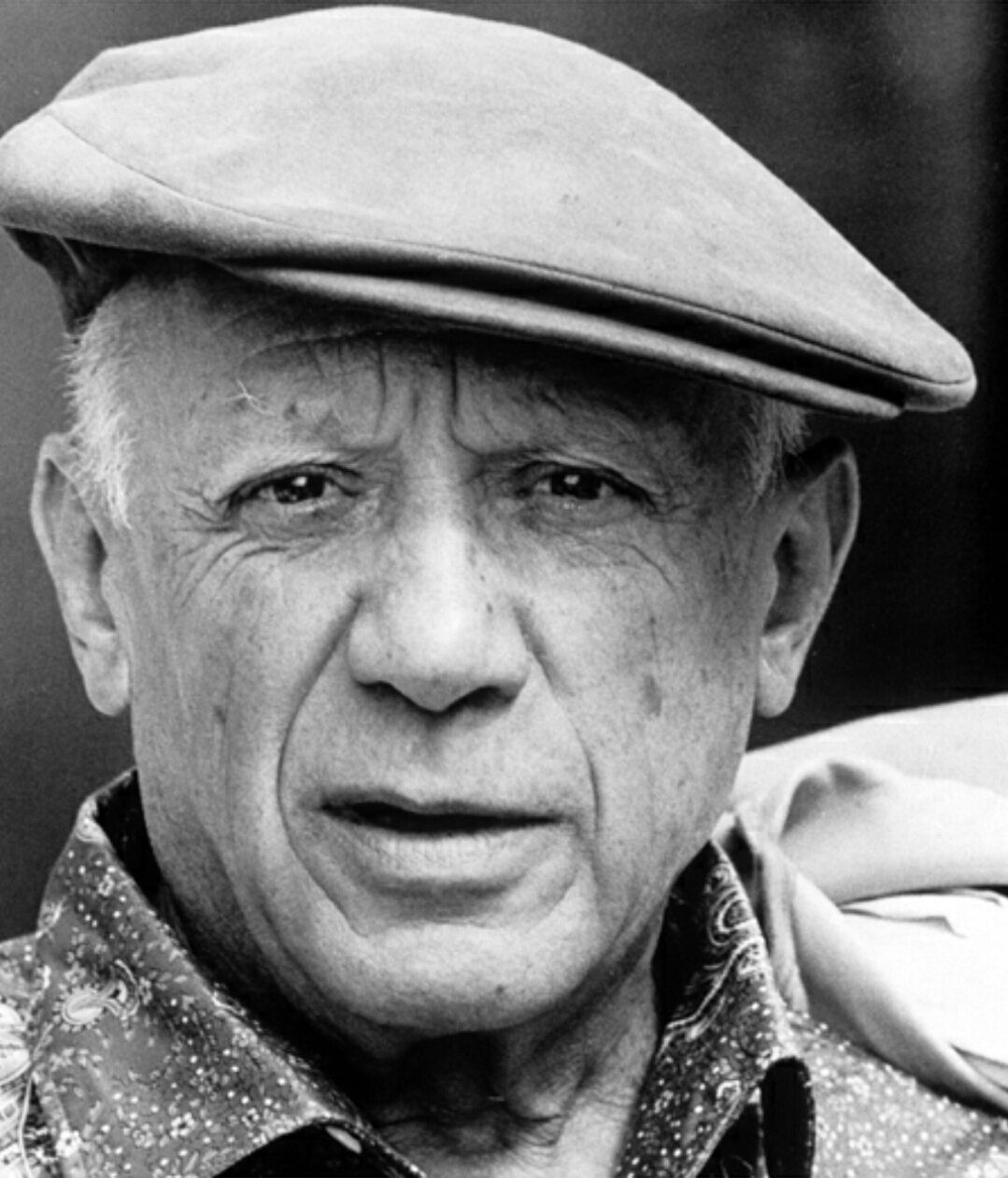
Pablo Picasso

Humberto de Campos

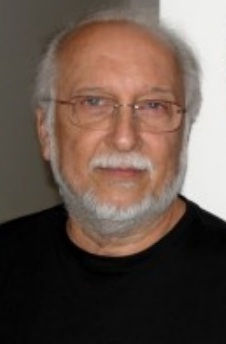
Roberto Menescal

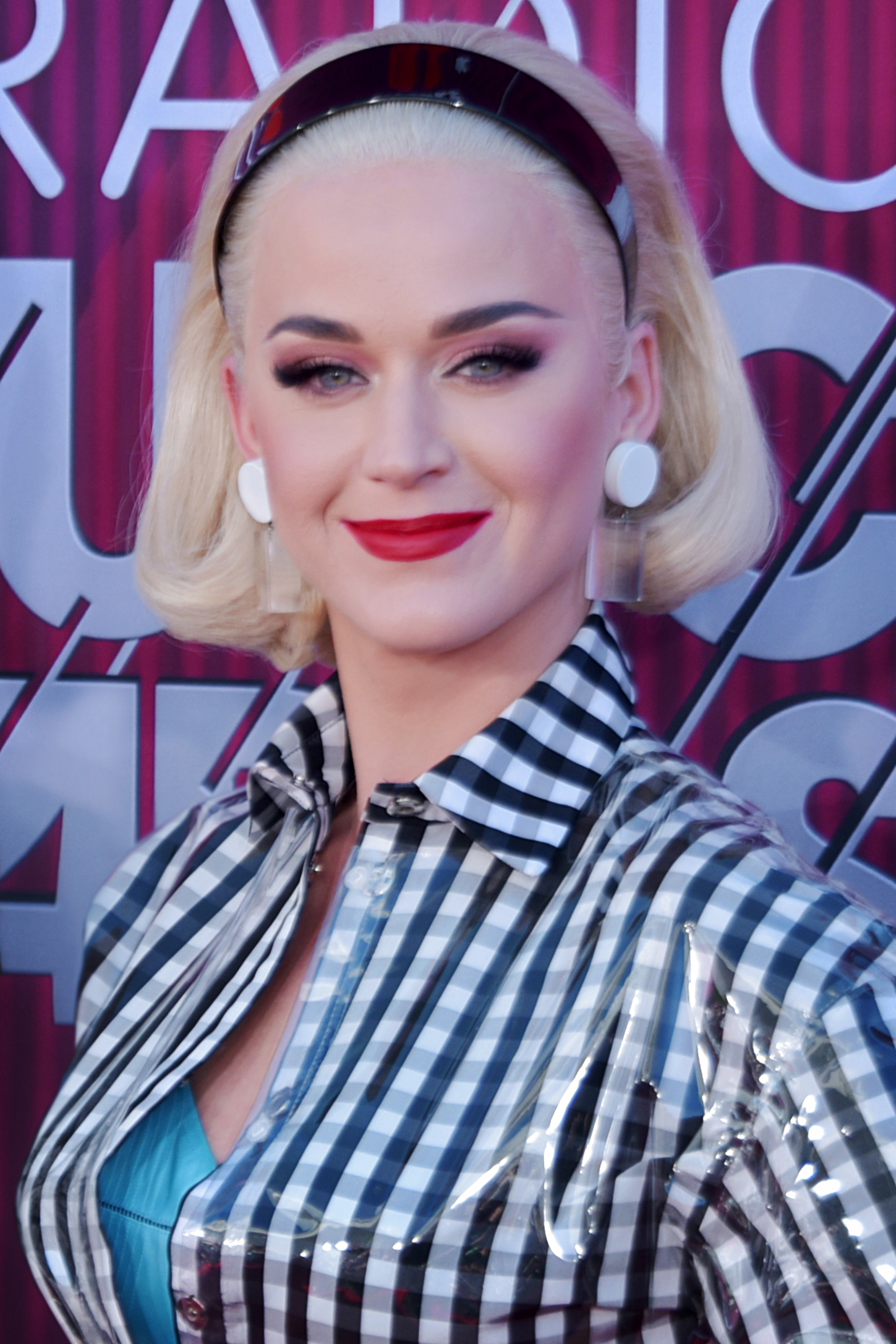
Katy Perry

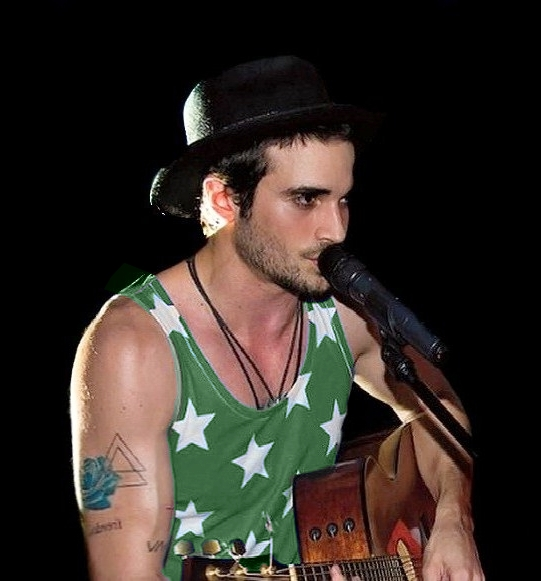
Fiuk

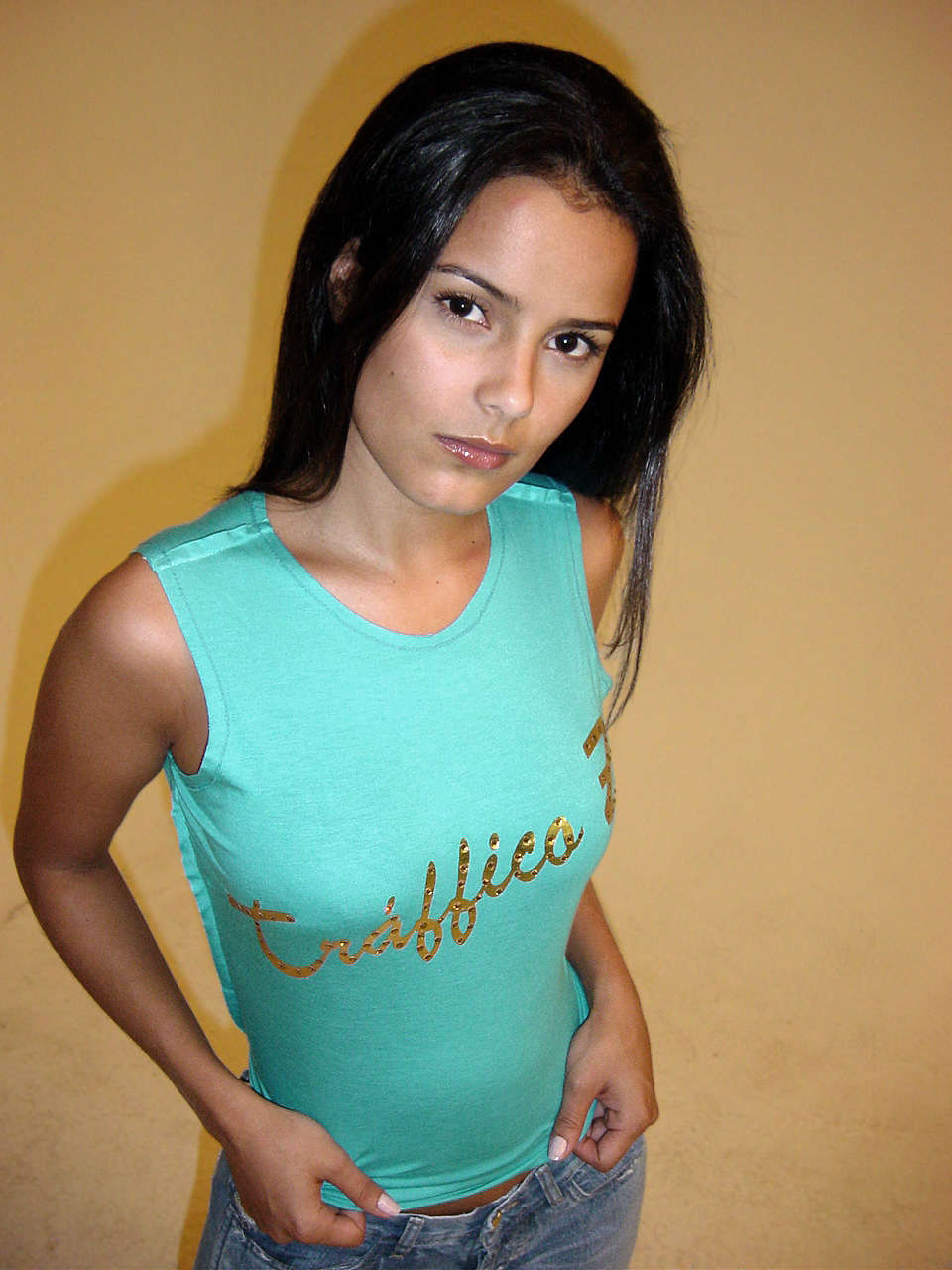
Luciele Di Camargo

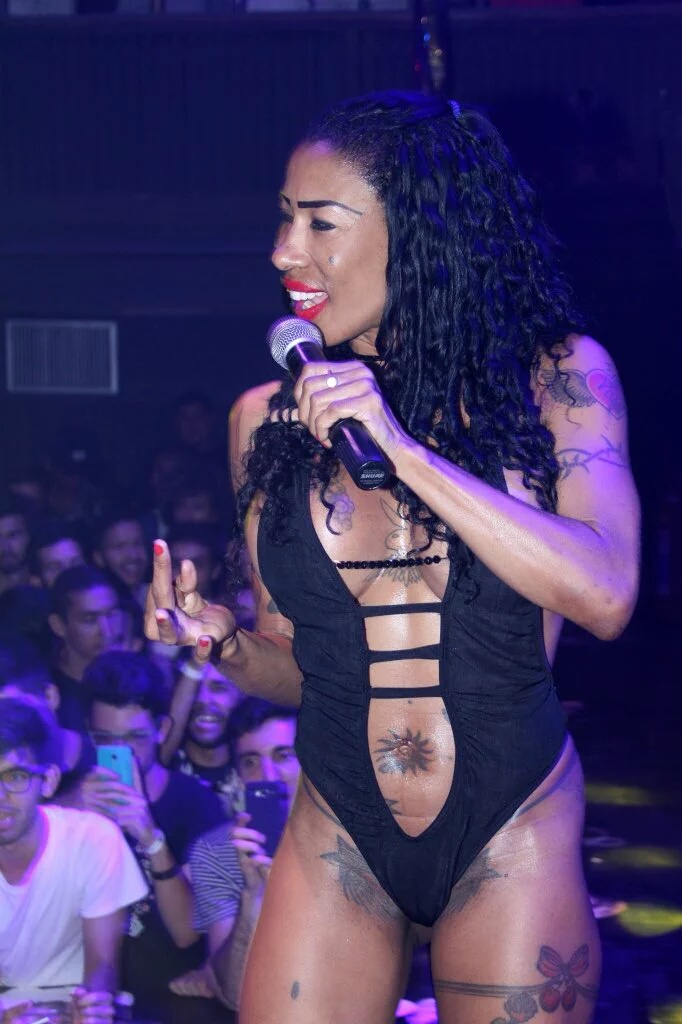
Inês Brasil

### Anteriores ao século XIX
- 0840 — Iacube ibne Alaite Alçafar, fundador da dinastia Saffárida (m. 879).
- 1102 — Guilherme Clito, Conde de Flandres (m. 1128).
- 1510 — Renata de França, duquesa de Ferrara, Módena e Régio (m. 1575).
- 1683 — Charles FitzRoy, 2.º Duque de Grafton (m. 1757).
- 1709 — Georg Gebel, organista e compositor alemão (m. 1753)
- 1714 — James Burnett, Lorde Monboddo, juiz escocês (m. 1799)
- 1753 — Ottavio Assarotti, religioso e teólogo italiano (m. 1829).
- 1754 — Richard Howell, político estadunidense (m. 1802).
- 1755 — François Joseph Lefebvre, marechal francês (m. 1820).
- 1759
  - Maria Feodorovna, czarina da Rússia (m. 1828).
  - William Grenville, 1.º Barão Grenville (m. 1834).
- 1767 — Benjamin Constant, político e escritor francês (m. 1830).
- 1760 — Arnold Hermann Ludwig Heeren, historiador alemão (m. 1842)
- 1768 — Frederico Guilherme, Príncipe de Nassau-Weilburg (m. 1816).
- 1789 — Carlos María de Alvear, político argentino (m. 1852).
- 1795 — John P. Kennedy, escritor e político estadunidense (m. 1870).
- 1800 — Thomas Macaulay, político britânico (m. 1859).

### Século XIX
- 1806 — Max Stirner, filósofo alemão (m. 1856).
- 1811 — Évariste Galois, matemático francês (m. 1832).
- 1819 — Christian August Friedrich Garcke, botânico alemão (m. 1904).
- 1825 — Johann Strauss II, compositor austríaco (m. 1899).
- 1827 — Marcellin Berthelot, químico francês (m. 1907).
- 1838 — Georges Bizet, compositor francês (m. 1875).
- 1839 — Robert Henry Thurston, engenheiro estadunidense (m. 1903).
- 1848 — Carlo Emery, entomologista italiano (m. 1925).
- 1853 — Karl August Otto Hoffmann, botânico alemão (m. 1909).
- 1866 — Thomas Armat, inventor estadunidense (m. 1948).
- 1874 — Huang Xing, político e militar chinês (m. 1916).
- 1877 — Henry Norris Russell, astrônomo estadunidense (m. 1957).
- 1881 — Picasso, pintor espanhol (m. 1973).
- 1885 — Xavier Lesage, adestrador francês (m. 1968).
- 1886
  - Humberto de Campos, político brasileiro (m. 1934).
  - Karl Polanyi, filósofo, economista e sociólogo húngaro (m. 1964).
- 1889 — Smoky Joe Wood, beisebolista estadunidense (m. 1985).
- 1891 — Karl Elmendorff, maestro alemão (m. 1962).
- 1895 — Levi Eshkol, político israelense (m. 1969).
- 1897 — Karl Olivecrona, jurista e filósofo sueco (m. 1980).

### Século XX

#### 1901—1950
- 1903 — Piet van der Horst, ciclista neerlandês (m. 1983).
- 1904 — Bill Tytla, diretor de animação estadunidense (m. 1968).
- 1908
  - Gotthard Handrick, aviador e pentatleta alemão (m. 1978).
  - Polly Ann Young, atriz estadunidense (m. 1997).
  - Adílio Da Ronch, coroinha brasileiro (m. 1924).
- 1909 — Whit Bissell, ator norte-americano (m. 1996).
- 1910 — William Higinbotham, físico estadunidense (m. 1994).
- 1912 — Abdelkader Ben Bouali, futebolista franco-argelino (m. 1997).
- 1913 — Klaus Barbie, oficial alemão (m. 1991).
- 1920
  - Megan Taylor, patinadora artística britânica (m. 1993).
  - Francis Joseph Sheeran, sindicalista norte-americano (m. 2003).
- 1921
  - Ester de Abreu, atriz e cantora portuguesa (m. 1997).
  - Miguel I da Romênia (m. 2017).
- 1924 — Billy Barty, ator estadunidense (m. 2000).
- 1926
  - Bo Carpelan, poeta e escritor finlandês (m. 2011).
  - Jimmy Heath, saxofonista, compositor e arranjador norte-americano (m. 2020).
- 1927
  - Jorge Batlle, político uruguaio (m. 2016).
  - Lauretta Masiero, atriz italiana (m. 2010).
- 1928
  - Paulo Mendes da Rocha, arquiteto brasileiro (m. 2021).
  - Anthony Franciosa, ator estadunidense (m. 2006).
- 1929 — Ferenc Mohácsi, ex-canoísta húngaro.
- 1930 — Joaquim Durão, enxadrista português (m. 2015).
- 1931
  - Annie Girardot, atriz francesa (m. 2011).
  - Jimmy McIlroy, futebolista britânico (m. 2018).
  - Klaus Hasselmann, oceanógrafo alemão.
- 1933
  - René Brodmann, futebolista e treinador de futebol suíço (m. 2000).
  - Viktor Kapitonov, ciclista russo (m. 2005).
- 1935 — Russell Schweickart, astronauta estadunidense.
- 1937 — Roberto Menescal, compositor e músico brasileiro.
- 1941
  - Helen Reddy, cantora australiana (m. 2020).
  - Gordon Tootoosis, ator canadense (m. 2011).
- 1944
  - Donald Ford, ex-futebolista britânico.
  - Kati Kovács, cantora e atriz húngara.
  - Juan Manuel Santisteban, ciclista espanhol (m. 1976).
- 1945
  - Francisco "Pancho" Sá, ex-futebolista argentino.
  - Krzysztof Piesiewicz, advogado, roteirista e político polonês.
- 1946 — Elías Figueroa, ex-futebolista chileno.
- 1947
  - Glenn Tipton, músico britânico.
  - Carlos Dafé, cantor, compositor e músico brasileiro.
  - Requena Nozal, pintor espanhol.
- 1948
  - Freda Foh Shen, atriz estadunidense.
  - Edu Bala, ex-futebolista brasileiro.
- 1949
  - Wilfried Louis, ex-futebolista haitiano.
  - Idir, cantor argelino (m. 2020).
- 1950
  - Fernando Arêas Rifan, bispo brasileiro.
  - John Matuszak, jogador de futebol americano e ator estadunidense (m. 1989).

#### 1951—2000
- 1951 — Richard Lloyd, guitarrista, cantor e compositor norte-americano.
- 1952 — Ioannis Kyrastas, futebolista e treinador de futebol grego (m. 2004).
- 1953 — Jasem Yacob, ex-futebolista kuwaitiano.
- 1954 — Ed Powers, ator, produtor e diretor norte-americano.
- 1955 — Matthias Jabs, guitarrista e compositor alemão.
- 1957
  - Nancy Cartwright, atriz estadunidense.
  - Enrique López Zarza, ex-futebolista e treinador de futebol mexicano.
  - Piet Wildschut, ex-futebolista neerlandês.
- 1958
  - Kornelia Ender, ex-nadadora alemã.
  - Phil Daniels, ator britânico.
- 1959
  - Óscar Aguirregaray, ex-futebolista uruguaio.
  - Chrissy Amphlett, cantora australiana (m. 2013).
- 1960 — Maurício Farias, cineasta, produtor, roteirista e ator brasileiro.
- 1961
  - Chad Smith, baterista estadunidense.
  - John Sivebæk, ex-futebolista dinamarquês.
- 1962
  - Steve Hodge, ex-futebolista britânico.
  - John Stollmeyer, ex-futebolista norte-americano.
- 1964 — Riku Onda, escritora japonesa.
- 1965
  - Valdir Benedito, ex-futebolista brasileiro.
  - Gabriela Toscano, atriz uruguaia.
  - Mathieu Amalric, ator e cineasta francês.
- 1966
  - Lionel Charbonnier, ex-futebolista e treinador de futebol francês.
  - Gustavo Adrianzén, advogado, diplomata e político peruano.
- 1967
  - Narcisa Tamborindeguy, socialite brasileira.
  - Gary Sundgren, ex-futebolista sueco.
- 1968 — Sean Sasser, educador, ativista e chef confeiteiro americano (m. 2013).
- 1969
  - Oleg Salenko, ex-futebolista e treinador de futebol russo.
  - Inês Brasil, cantora e dançarina brasileira.
- 1970
  - Davide Pagliarani, religioso italiano.
  - Adam Pascal, ator e cantor estadunidense.
- 1971
  - Craig Robinson, ator e produtor estadunidense.
  - Elif Şafak, escritora turca.
- 1973 — Pedro Vasconcelos, diretor e ator brasileiro.
- 1974
  - Paulo Baier, ex-futebolista e treinador de futebol brasileiro.
  - Agustín Julio, ex-futebolista e treinador de futebol colombiano.
- 1975
  - Antony Starr, ator neozelandês.
  - Zadie Smith, atriz britânica.
- 1976
  - Rafael Cortez, jornalista e humorista brasileiro.
  - Ahmed Dokhi, ex-futebolista saudita.
- 1977
  - Birgit Prinz, ex-futebolista alemã.
  - Luciele di Camargo, atriz brasileira.
  - Rodolfo Bodipo, ex-futebolista e treinador de futebol guinéu-equatoriano.
  - Fernanda Baronne, atriz, dubladora e diretora de dublagem brasileira.
- 1978 — Robert Mambo Mumba, ex-futebolista queniano.
- 1979 — Rosa Mendes, wrestler e modelo canadense.
- 1980 — Mehcad Brooks, ator estadunidense.
- 1981
  - Shaun Wright-Phillips, ex-futebolista britânico.
  - Hiroshi Aoyama, motociclista japonês.
- 1983 — Yōko de Mikasa, princesa japonesa.
- 1984
  - Katy Perry, cantora estadunidense.
  - Karolina Šprem, ex-tenista croata.
- 1985
  - Daniele Padelli, futebolista italiano.
  - Ciara, cantora estadunidense.
  - Esteban Granados, futebolista costarriquenho.
  - Juan Manuel Martínez, futebolista argentino.
- 1986 — Roger Espinoza, ex-futebolista hondurenho.
- 1987
  - Fabian Hambüchen, ginasta alemão.
  - Darron Gibson, ex-futebolista britânico.
- 1988
  - Robson Conceição, pugilista brasileiro.
  - Kaz Patafta, futebolista australiano.
- 1989 — Mia Wasikowska, atriz australiana.
- 1990
  - Fiuk, ator e cantor brasileiro.
  - Milena Rašić, ex-jogadora de vôlei sérvia.
- 1991 — Marco Davide Faraoni, futebolista italiano.
- 1992
  - Clarisse Agbegnenou, judoca francesa.
  - Davide Formolo, ciclista italiano.
- 1993
  - Xander Schauffele, golfista norte-americano.
  - Mia Goth, atriz britânica.
  - Kornthas Rujeerattanavorapan, ator, modelo e apresentador de televisão tailandês.
- 1995 — Valter Skarsgård, ator sueco.
- 1996
  - Kasidet Plookphol, ator, cantor, modelo e apresentador de televisão tailandês.
  - Sabino, futebolista brasileiro.
  - Marileidy Paulino, velocista dominicana.
- 1997
  - Federico Chiesa, futebolista italiano.
  - Michael Rice, cantor britânico.
  - Tyler Alvarez, ator norte-americano.
- 1999 — Romeo Langford, jogador de basquete norte-americano.
- 2000 — Dominik Szoboszlai, futebolista húngaro.

### Século XXI
- 2001 — Isabel, Duquesa de Brabante.
- 2004 — Thais Lourencini, ginasta brasileira.

## Mortes

### Anteriores ao século XIX
- 0304 — Papa Marcelino (n. 250).
- 0625 — Papa Bonifácio V (n. ?).
- 0912 — Rodolfo I da Borgonha (n. 859).
- 1047 — Magno I da Noruega (n. 1024).
- 1154 — Estêvão de Inglaterra (n. 1092).
- 1180 — João de Salisbury, bispo inglês (n. 1120).
- 1200 — Conrado de Wittelsbach, arcebispo alemão (n. 1120).
- 1214 — Leonor de Inglaterra, rainha de Castela (n. 1162).
- 1359 — Beatriz de Castela, infanta de Castela e Leão (n. 1293).
- 1400 — Geoffrey Chaucer, poeta inglês (n. 1343).
- 1415
  - Antônio de Brabante, duque de Brabante (n. 1384).
  - Eduardo de Norwich, 2.º Duque de Iorque (n. 1373).
- 1495 — João II de Portugal (n. 1455).
- 1647 — Evangelista Torricelli, físico italiano (n. 1608).
- 1760 — Jorge II da Grã-Bretanha (n. 1683).

### Século XIX
- 1833 — Abbas Mirza, príncipe persa (n. 1789).
- 1899 — Grant Allen, escritor de ciência e romancista canadense (n. 1848).

### Século XX
- 1911 — Édouard-François André, paisagista francês (n. 1840).
- 1914 — Wilhelm Lexis, economista e estatístico alemão (n. 1837).
- 1918 — Amadeo de Souza-Cardoso, pintor português (n. 1887).
- 1920 — Alexandre da Grécia (n. 1893).
- 1921 — Bat Masterson, jornalista e advogado estadunidense (n. 1853).
- 1938 — Alfonsina Storni, poetisa argentina (n. 1892).
- 1941 — Robert Delaunay, pintor francês (n. 1885).
- 1956 — Risto Ryti, político finlandês (n. 1889).
- 1958 — Stuart Lewis-Evans, automobilista britânico (n. 1930).
- 1973 — Abebe Bikila, maratonista etíope (n. 1932).
- 1975 — Vladimir Herzog, jornalista brasileiro (n. 1937).
- 1991 — Bill Graham, empresário estadunidense (n. 1931).
- 1992 — Roger Miller, músico e compositor estadunidense (n. 1936).
- 1993 — Vincent Price, ator estadunidense (n. 1911).
- 1999 — Payne Stewart, golfista estadunidense (n. 1957).

### Século XXI
- 2001 — Marvin Harris, antropólogo estadunidense (n. 1927).
- 2002 — Richard Harris, ator irlandês (n. 1930).
- 2008
  - Federico Luzzi, tenista italiano (n. 1980).
  - Max Rosenmann, empresário e político brasileiro (n. 1944).
- 2010 — Gregory Isaacs, músico jamaicano (n. 1951).
- 2013
  - Paulinho Tapajós, compositor, escritor e arquiteto brasileiro (n. 1945).
  - Arthur Danto, filósofo e crítico de arte estadunidense (n. 1924).
- 2014 — Jack Bruce, baixista, cantor e compositor britânico (n. 1943).
- 2016 — Carlos Alberto Torres, futebolista e treinador de futebol brasileiro (n. 1944).
- 2024 — Zé Carlos, ex-futebolista brasileiro (n. 1968).

## Feriados e eventos cíclicos

### Brasil
- 1821 — Aniversário do município de São Sebastião do Paraíso — Minas Gerais.
- 1831 — Aniversário da cidade de Alegrete — Rio Grande do Sul
- 1831 — Aniversário do município de Caçapava do Sul — Rio Grande do Sul.
- 1897 — Aniversário do município de Jequié — Bahia.
- 1875 — Aniversário do município de Guanhães — Minas Gerais.
- 1883 — Aniversário do município de Ipueiras — Ceará.
- 1908 — Aniversário do município de Penápolis — São Paulo.
- 1941 — Aniversário do município de Flórida Paulista — São Paulo
- 1955 — Aniversário do município de Miguel Pereira — Rio de Janeiro
- 2013 — Aniversário do município de Pescaria Brava — Santa Catarina
- 2014 — Dia Nacional do Macarrão
- 2016 — Dia Nacional do Engenheiro Civil
- Dia do Dentista

### Outros países
- Cazaquistão — Dia da República.

### Cristianismo
- Crispim e Crispiniano
- Frei Galvão
- Frontão de Périgueux
- Gaudêncio de Bréscia
- Papa Bonifácio I
- Quarenta Mártires da Inglaterra e Gales
- Tabita

## Outros calendários
- No calendário romano era o 8.º dia (VIII) antes das calendas de novembro.
- No calendário litúrgico tem a letra dominical D para o dia da semana.
- No calendário gregoriano a epacta do dia é xxviii.